# Sardocidaris
Sardocidaris is een geslacht van uitgestorven zee-egels uit de familie Psychocidaridae.

## Soorten
- Sardocidaris piae Lambert, 1907